# Larisa Ilchenko
Larisa Ilchenko (em russo: Лариса Дмитриевна Ильченко; Volgogrado, 18 de novembro de 1988) é uma nadadora russa, campeã olímpica na maratona aquática nos Jogos Olímpicos de Verão de 2008 em Pequim.

## Carreira
Ilchenko dominuou a natação de longa distância desde seu primeiro Campeonato Mundial de 2004 em Dubai, onde, aos dezesseis anos, venceu por mais de 30 segundos de vantagem. No ano seguinte, em Montreal, ela passou por um período mais complicado, pois os veteranos conseguiram ultrapassá-la em alguns momentos da disputa, mas ainda assim venceu com um sprint final. Ela ganhou a medalha de ouro nos Jogos Olímpicos de Verão de 2008 na maratona aquática de 10 km. Depois de sofrer uma lesão em 2009 e uma hipotermia no Campeonato Mundial de Natação em Águas Abertas de 2010, ela se aposentou de fato.